# دانشکده پزشکی هاروارد
دانشکده پزشکی هاروارد دانشکدۀ عالی پزشکی دانشگاه هاروارد و یکی از معتبرترین و مشهورترین دانشکده‌های پزشکی در جهان است که در شهر بوستون در ایالت ماساچوست قرار دارد.
دانشکده پزشکی هاروارد از تعداد زیادی از اعضای هیٔت‌علمی بهره می‌برد که در دو بخش علوم‌پایه و بالینی تقسیم‌بندی می‌شوند. بخش‌های بالینی در موسسات و بیمارستان‌های آموزشی وابسته به دانشگاه هاروارد در بوستون قرار دارند.
دانشکده پزشکی  دارای حدود ۱۱٬۶۹۴ نفر اعضای هیئت‌علمی در مراتب استادیاری، دانشیاری و استادی به صورت نیمه‌وقت و تمام‌وقت است.

## تاریخچه
این دانشکده پزشکی سومین دانشکده پزشکی قدیمی آمریکا می‌باشد؛ که توسط دکتر جان وارن در سال ۱۷۸۲ پایه‌گذاری شد.

## بیمارستان‌های آموزشی
- مرکز پزشکی بت-اسرائیل-دیکانس
- بیمارستان بریگهام
- بیمارستان عمومی ماساچوست
- بیمارستان کودکان بوستون
- درمانگاه گوش و حلق و بینی ماساچوست

## دانش‌آموختگان سرشناس
- جان آدلر
- روبرت اید
- تنلی آلبرایت
- کریستین آنفینزن
- مایکل کرایتون
- عاموس نورس
- یودا فولکمن
- بیل فریست
- ارنست گرونینگ
- آلیس همیلتون
- جوزف موری
- جیمز بچلر سامنر
- الیور وندل هلمز
- ویلیام جیمز
- جیم یونگ کیم
- هاروی ویلیام کوشینگ